# جنگ زنان (رمان)
جنگ زنان (انگلیسی: La guerre des femmes) رمانی نوشته الکساندر دوما است که در سال ۱۸۴۵ منتشر شد. وقایع این رمان در دوران شورش فروند اتفاق میفتند. داستان این رمان درمورد سرباز بی تجربه گاسکونی، بارون دس کانولز است که میان عشق‌ورزی به دو زن سرگردان است. این رمان اولین بار به زبان انگلیسی توسط ساموئل اسپرینگر با عنوان جنگ زنان برای انتشارات پاتر ترجمه شد و پس از ویرایش مجدد به زبان فرانسوی در سال ۲۰۰۳، در سال ۲۰۰۶ توسط رابین باس با کمی تغییرات در عنوان کتاب، مجدداً ترجمه شد.